# Ceuthomantis
Ceuthomantis (лат.) — род бесхвостых земноводных, единственный  в семействе Ceuthomantidae. Некоторые источники относят род к подсемейству Ceuthomantinae семейства Craugastoridae.

## Описание
Это зеленоватые лягушки с узкими головами. Они имеют Т-образные концевые фаланги и парные железистые выступы за височной и кресцовыми областями, функция которых пока неизвестна. Обитают на высотах от 493 до 1540 м.

## Распространение
Обитают на юге и востоке Гвианского плоскогорья (северо-восток Южной Америки), включая склоны и вершины горы Айанганна (англ. Mount Ayanganna) и массива Вокомун (Wokomung Massif) в Гайане, Серро-Аракамуни (Cerro Aracamuni) и Сьерра-Тапирапеко (Sierra Tapirapecó) в массиве Серро-Неблина (Cerro Neblina Massif) на границе Венесуэлы и Бразилии, Сарисариньяма Тепуи (Sarisariñama Tepui) в южной Венесуэле, а также в прилегающих районах Бразилии.

## Классификация
На январь 2023 года в род включают 4 вида:
- Ceuthomantis aracamuni (Barrio-Amorós and Molina, 2006)
- Ceuthomantis cavernibardus (Myers and Donnelly, 1997)
- Ceuthomantis duellmani Barrio-Amorós, 2010
- Ceuthomantis smaragdinus Heinicke, Duellman, Trueb, Means, MacCulloch & Hedges, 2009